# Sverre Jensen
Sverre Jensen (Oslo, 22 gennaio 1893 – Oslo, 26 ottobre 1963) è stato un calciatore norvegese, di ruolo centrocampista.

## Carriera

### Club
Jensen vestì la maglia del Ready.

### Nazionale
Giocò 2 partite per la Norvegia. Esordì il 1º luglio 1912, nella sconfitta per 1-0 contro l'Austria. Partecipò ai Giochi della V Olimpiade.